# Marienkirche in Struden

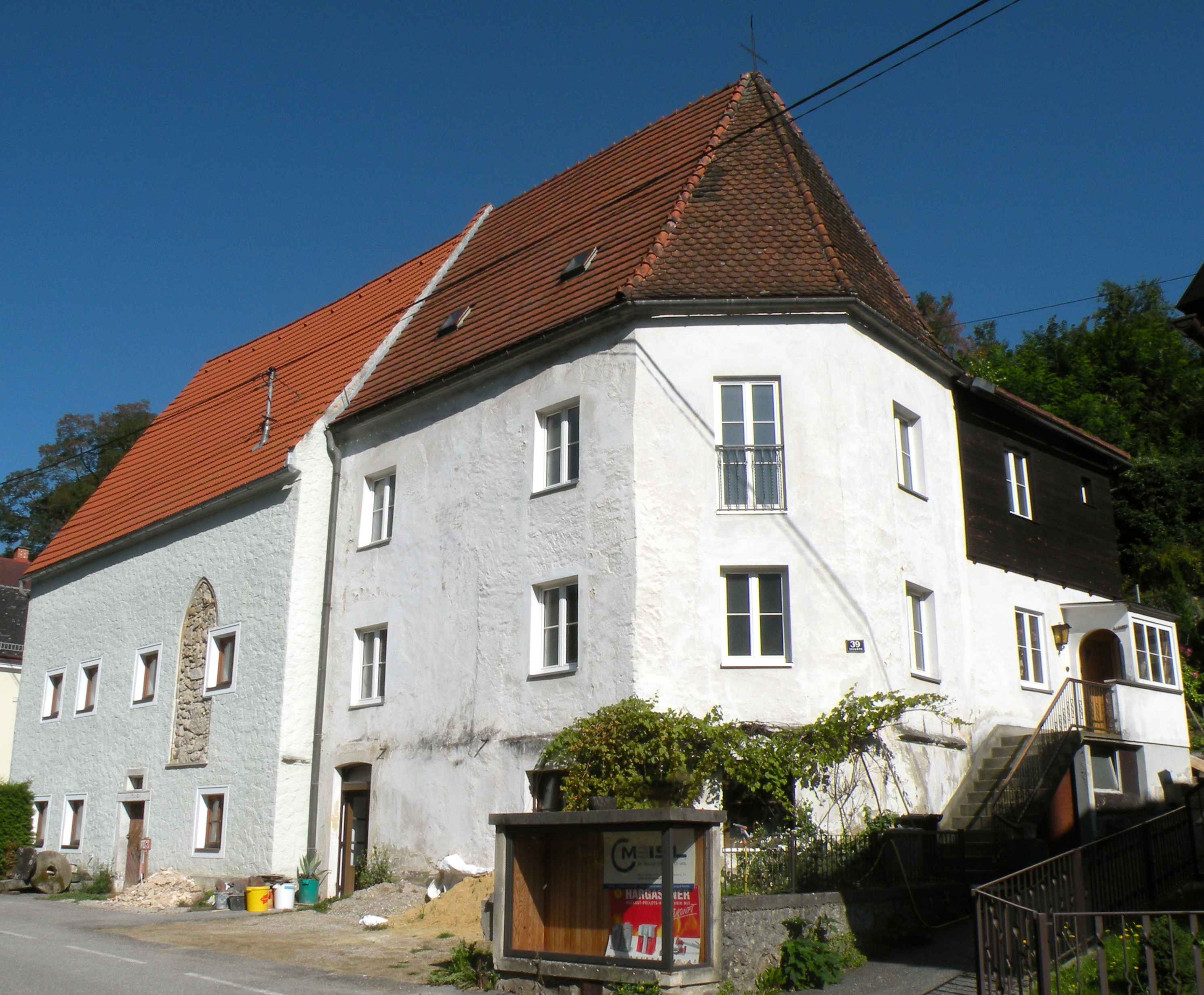
Ehemalige Marienkirche, heute Wohnhaus, in Struden

Die ehemalige Marienkirche in Struden, auch Schifferkirche genannt, im ehemaligen Markt Struden im Strudengau war eine Filialkirche von Sankt Nikola an der Donau.
Die kleine gotische Kirche wurde angeblich 1502 (wohl an der Stelle einer Vorgängerkirche) gebaut, 1787 gesperrt und exekriert. Seit der endgültigen Versteigerung im Jahr 1792 befindet sich das für Wohnzwecke umgebaute Gebäude in Privatbesitz. Im Jahr 2012 wurde das Gebäude unter Denkmalschutz gestellt (Listeneintrag).

## Geschichte
Gemäß der Pfarrchronik stiftete der Erzherzog von Österreich und spätere Kaiser Maximilian 1502 in der angeblich von ihm erbauten Kapelle eine heilige Messe, die aus den örtlichen Mauteinnahmen zu bezahlen war.
Das Innere der Kirche war 19 Meter lang und 6,65 Meter breit. Die kleine Sakristei hatte eine Länge von 3,8 Metern und eine Breite von 2,85 Metern. Der Fußboden war mit Ziegeln gepflastert.
Die Kirche verfügte über ein Orgelpositiv mit vier Handregistern ohne Pedal. In der Kirche befanden sich neben dem Hochaltar zwei Seitenaltäre sowie eine Kanzel.
Der hölzerne Glockenturm enthielt drei Glocken mit 14, 11 und 9 Zoll Durchmesser sowie eine eiserne Stundenuhr. Der von einer Mauer umgebene Kirchfriedhof, der sich auf der Ostseite an die Kirche anschloss, war 28,5 Meter lang und 12,35 Meter breit.
Zahlreiche Einrichtungsgegenstände der Kirche, soweit noch brauchbar, waren zum Zeitpunkt der Versteigerung am 31. Dezember 1788 bereits in andere Kirchen verbracht worden (u. a. der Hochaltar, die Marienstatue, die Messkelche und Leuchter nach Sankt Nikola an der Donau, und die Orgel nach Klam). Eine Glocke war dem Markt Struden am 15. Mai 1788 überlassen worden, zwei Glocken kamen 1789 nach Kreuzen.

## Gebäude
Das ehemalige Kirchengebäude wurde zu einem Doppelhaus umfunktioniert. Das ehemalige einschiffige Langhaus ist für Wohnzwecke in zwei Geschoße geteilt. Der leicht eingezogene Chor mit polygonalem Schluss ist jetzt dreigeschoßig. Die Innenmauern wurden zum Teil unter Verwendung der gotischen Gewölberippen errichtet. In den beiden Obergeschoßen des Chores wird das gotisch profilierte Fenster des nördlichen Chorpolygones heute für Durchgänge verwendet.
Am Dachboden sind gotische Schildbögen, spitzbogige Fenstergewände und der ehemalige Triumphbogen sichtbar.
Im Chor befinden sich gotische Wandmalereien von 1420/30.
Das südliche Portal ist mit der Jahreszahl 1712 bezeichnet.

## Nachnutzung
Das in zwei Wohnhäuser unterteilte Gebäude wird bewohnt. Im Zuge von Sanierungs- und Umbaumaßnahmen 2011 wurden schützenswerte Teile des Objekts unter Denkmalschutz gestellt.

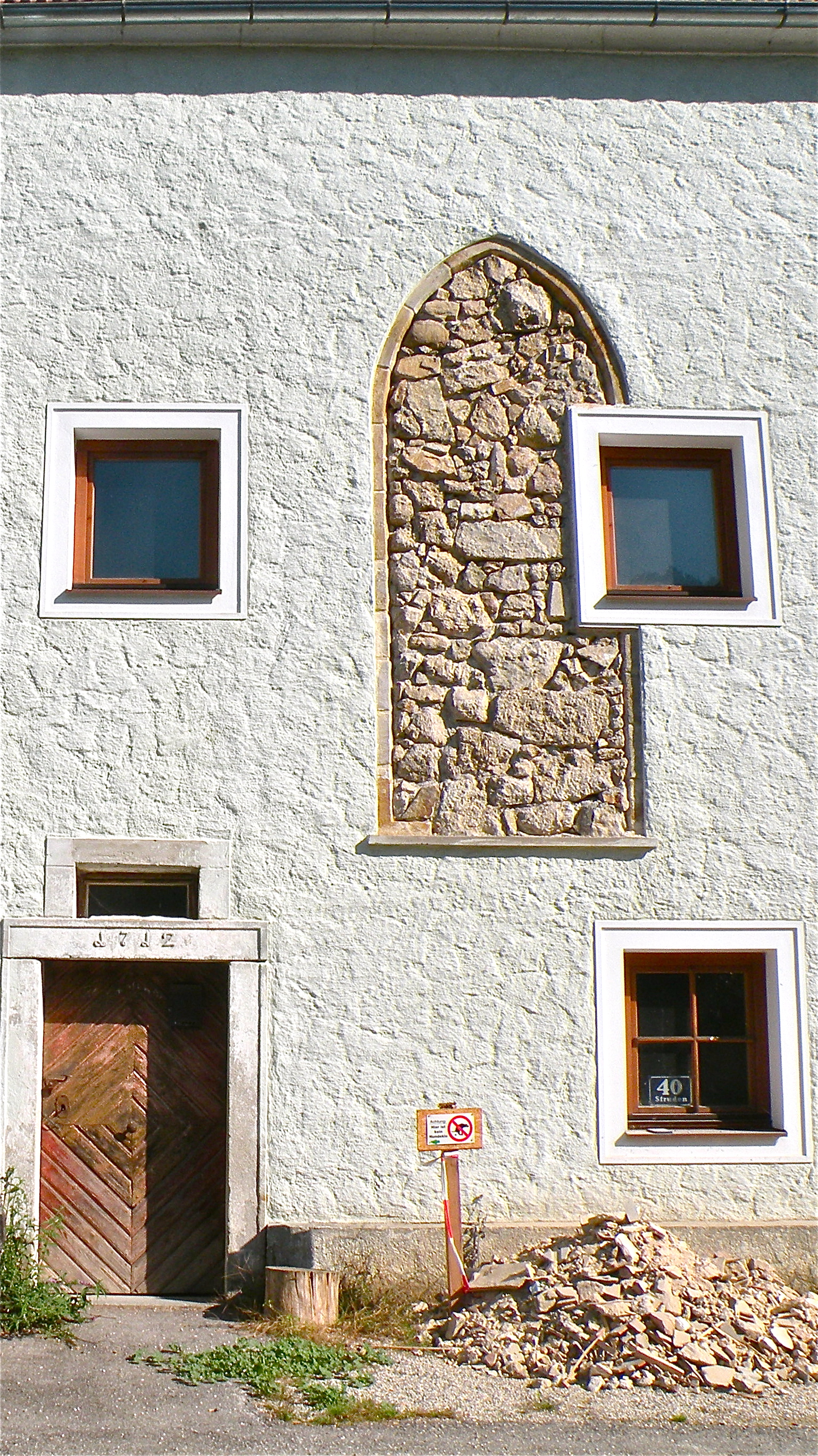
Spitzbogenfenster
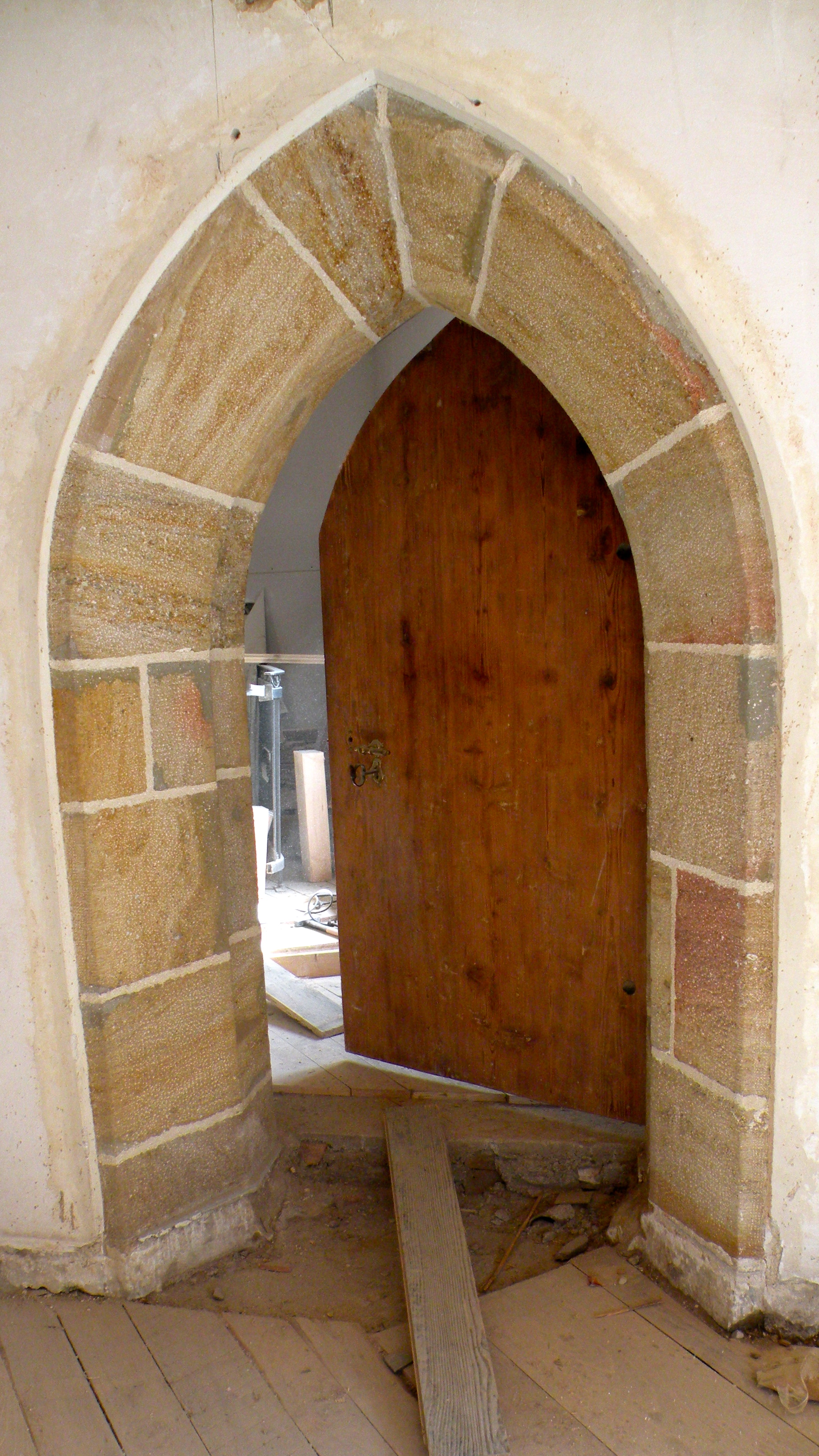
Spitzbogentür
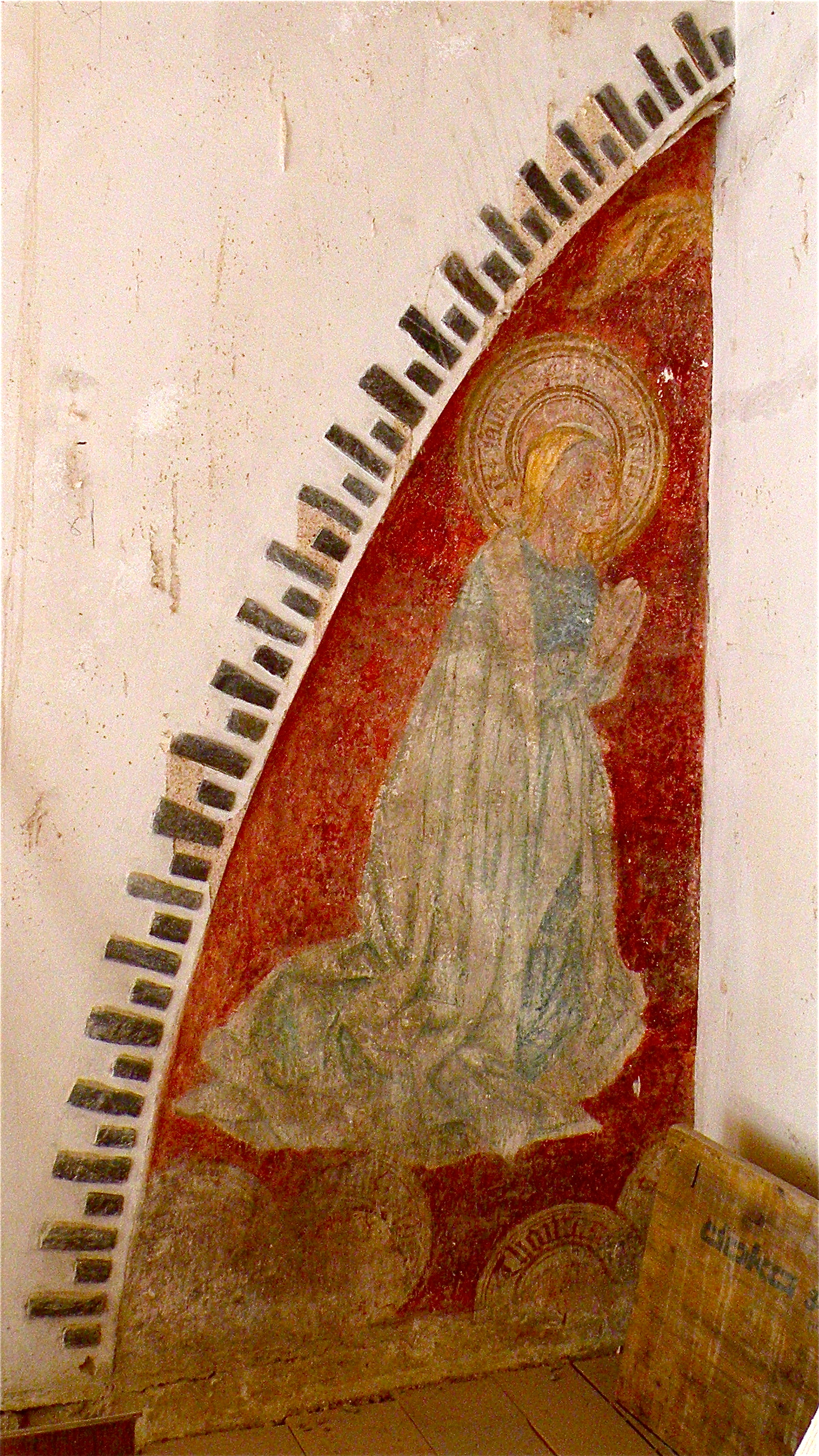
Fresko

## Umgebung
Vor dem ehemaligen Kirchengebäude befindet sich ein kleiner Marktplatz, wo nach wie vor ein kleiner Marktbrunnen steht. Der ursprünglich ebenfalls vorhandene Pranger befindet sich auf der nahen Burg Werfenstein.